# 1784 в Україні

## Події
- Заснований Сімферополь;
- Засноване місто Мелітополь;
- Місто Тор перейменовано у Слов‘янськ.

## Особи

### Народились
- Барвінський Мартин Григорович (1784—1865) — український церковний та громадсько-політичний діяч, педагог, доктор богослов'я, ректор Львівського університету у 1837—1838 академічному році.
- Гнідич Микола Іванович (1784—1833) — письменник і вчений українського походження, член Російської академії, член-кореспондент імператорської АН, театральний діяч, статський радник.
- Мелетій (Леонтович) (1784—1840) — український та білоруський релігійний діяч, педагог. Місіонер на Уралі та Бурятії. Єпископ Чигиринський, вікарій Київської митрополії; єпископ Пермський; єпископ Іркутський; архієпископ Харківський і Охтирський РПЦ (безпатріаршої). Ректор Могилівської духовної семінарії.
- Луполова Параскевія Григорівна (1784—1809) — дочка ішимського засланця, прототип героїні під іменами Єлизавета й Параша Сибірячка в художніх творах західноєвропейських та російських письменників XIX століття.
- Рудиковський Остап Петрович (1784—1851) — український військовий медик, поет, казкар.
- Іван (Снігурський) (1784—1847) — український церковний діяч, з 1818 року Перемиський греко-католицький єпископ.

### Померли
- Іван Сичевський — війт Києва в 1753—1766 роках.
- Касіян (Лехницький) (1734—1784) — український церковний діяч, професор, ректор Києво-Могилянської академії, архімандрит.
- Франсуа Лонгшам де Бер'є (1710—1784) — львівський банкір, бурмістр міста, засновник відомого львівського роду Лонгшам де Бер'є.
- Полетика Григорій Андрійович (1725—1784) — український громадський діяч патріотичного спрямування, перекладач-поліглот, лексикограф, історик, бібліофіл, вважається одним із гіпотетичних авторів «Історії Русів».
- Тарах-Тарловський Кирило Миколайович (1709—1784) — український релігійний та громадський діяч. «Друг і добродійник людства»; відомий в історії як Дикий піп.

## Засновані, створені
- Таврійська область
- Стародубський полк (військове формування)
- Дніпровський повіт
- Євпаторійський повіт
- Катеринославський повіт
- Мелітопольський повіт
- Новомосковський повіт
- Олександрійський повіт
- Павлоградський повіт
- Сімферопольський повіт
- Феодосійський повіт
- Перша писемна згадка про село Городниця (нині Підволочиського району Тернопільської області)
- Зоологічний музей імені Бенедикта Дибовського
- Костел святого Марка (Львів)
- Костел святого Станіслава (Заліщики)
- Львівська академічна гімназія
- Львівський національний медичний університет імені Данила Галицького
- Львівський національний університет ветеринарної медицини та біотехнологій імені Степана Гжицького
- Хімічний факультет Львівського національного університету імені Івана Франка
- Юридичний факультет Львівського національного університету імені Івана Франка
- Станиславівська державна гімназія
- Велика синагога (Дубно)
- Миколаївська церква (Козелець)
- Стрітенська церква (Олика)
- Церква святого великомученика Димитрія Солунського (Мишків)
- Церква святого великомученика Юрія Переможця (Молотків)
- Свято-Миколаївський храм (Тритузне)
- Адміралтейський арсенал (Херсон)
- Бекерсдорф
- Берислав
- Біюк-Сонак
- Велика Олександрівка
- Генічеськ
- Канівщина (Прилуцький район)
- Козацька Слобода (Каховський район)
- Сніжне
- Токмак

## Зникли, скасовані
- Великобудиський повіт
- Петриківський повіт